# Big River (Californie)
Pour les articles homonymes, voir Big River.
Big River est une census-designated place  du comté de San Bernardino en Californie.
La localité est située sur la rive ouest de la rivière Colorado, à l'est de Los Angeles.
En 2010, sa population était de 1 327 habitants.

## Démographie
| 2000  | 2010  | - | - | - | - |
| ----- | ----- | - | - | - | - |
| 1 266 | 1 327 | - | - | - | - |